# Železniční nehoda u Poříčí nad Sázavou
Železniční nehoda u Poříčí nad Sázavou se stala 28. září 1970 ve 4.54 ráno mezi zastávkami Poříčí nad Sázavou a Poříčí nad Sázavou–Svárov v kilometrické poloze 3,440.
Soupravový vlak 3680 vedený motorovým vozem M 262.0039 se čelně srazil s lokomotivním vlakem 3603 vedený motorovou lokomotivou T 478.1012.

## Příčina
Příčinou nehody byla hovorová nekázeň a nedodržení daných slovních znění při nabídce a přijetí vlaku u obou výpravčích přilehlých stanic, tj. Čerčany a Týnec nad Sázavou. Oba výpravčí své vlaky sice řádně nabídli, ani jeden však žádný vlak nepřijal. I přesto však vypravili vlaky proti sobě. Situaci napomohla i špatná viditelnost kvůli ranní mlze a zdejší malé poloměry oblouků. V místě nehody je též trať vedena v zářezu ve vnitřním oblouku.

## Následky
Při nehodě na místě zemřeli strojvedoucí i vlakvedoucí soupravového vlaku 3680 a mechanik lokomotivního vlaku 3603. Po převozu do benešovské nemocnice s těžkými zraněními zemřel i strojvedoucí lokomotivního vlaku 3603.
Motorový vůz i lokomotiva byly kvůli velkým škodám do dvou let rozebrány na náhradní díly.
Na místě nehody je do svahu zasazena pamětní deska.